# Thomas Lowry

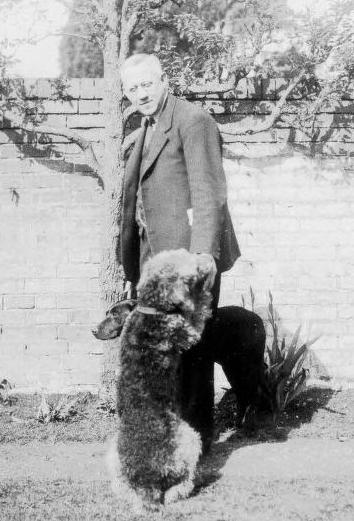
Thomas Lowry

Thomas Martin Lowry (Low Moor (Bradford, West-Yorkshire), 26 oktober 1874 — Cambridge, 2 november 1936) was een Brits scheikundige die bekend werd door zijn definitie van zuren en basen die hij tegelijkertijd maar onafhankelijk van Johannes Nicolaus Brønsted opstelde.